# Оберіг (фільм)
«Оберіг» — радянський художній фільм 1991 року у жанрі містичної драми, поставлений українським режисером Миколою Рашеєвим за мотивами творів Володимира Дрозда. 

## Сюжет
Двоє побратимів з далекого поліського села, постраждалого від Чорнобильської катастрофи, перебираються до Києва, де шукають кращої долі. Один, Петро, швидко знаходить собі роботу в міській адміністрації, вдаючись при цьому до чаклунства. Інший, Андрій, живе бідно, проте задоволений свободою, яку при цьому має. Петро пропонує Андрію свою посаду, але той відмовляється.
Несподівано Петро помирає за загадкових обставин. Андрій отримує його місце в адміністрації та особистого водія, поселяється в Петровій квартирі. Він починає носити чорний плащ і капелюх, як це робив померлий. Одного разу вдома він виявляє на дверях сліди, наче від кігтів; Петро ввижається йому у відображеннях. Андрій переймає звички своїх колег, таких самих чоловіків у плащах і капелюхах. Він проявляє ентузіазм, закликає інших «працювати, а не говорити».
Коли Андрій відвідує мітинг на підтримку незалежності України, за цим з осудом спостерігає його колега. Поруч виникає Петро й колега, побачивши його, помирає від страху. Андрій приходить на могилу Петра та вбиває в неї кілок, щоби мрець перестав його переслідувати. Але це не допомагає, він чує сміх померлого і поступово сам починає перетворюватися на вурдалака.
Мучачись своїм перетворенням, Андрій виє у темряві, вештається нічним Києвом. Він зустрічає дівчину, також поліщучку, та веде її до лісу, припускаючи, що вона відьма. Андрій пробує зв'язати з нею оберіг, вони пригадують свої однакові сни про ліс. Але не відмовившись від Петрової ролі, Андрій перетворюється на вурдалака. Вночі відьма приходить до нього. Сила нічного міста перемагає Андрія.

## У ролях
| Актор               | Роль                   |
| ------------------- | ---------------------- |
| Валерій Гаркалін    | перевертень Андрій     |
| Олександр Бурєєв    | Петро Харлан           |
| Оксана Каліберда    |                        |
| Наталія Єгорова     |                        |
| Анатолій Адоскін    |                        |
| Станіслав Молганов  | шеф Георгій Васильович |
| Довгозвяга          |                        |
| Сергій Дворецький   |                        |
| Людмила Зверховська |                        |

## Історія створення
Режисером стрічки виступає українець Микола Рашеєв, який народився у Києві. Його попередні роботи тяжіли більше до жанру комедії, але «Оберіг» створювався як фільм жахів, де на глядача чекали також комедія абсурду та соціальне підґрунтя. Для режисера ця кінострічка стала останньою в його фільмографії, а також отримала всі шанси на здобуття культового статусу в кінематографі в Україні. На це натякали цікавий сюжет, яскравий головний герой, критика тогочасного суспільства й вічна тема протистояння між містом та селом. Також стрічка стала притчею про маленьку людину, яка втрачає не тільки своє коріння, але й саму себе. «Оберіг» поміж інших фільмів України 90-х виділяється ще й тим, що він став дзеркалом епохи. Адже події стрічки розгортаються на тлі переходу радянської ментальності до нових буремних 90-х.
На створення фільму «Оберіг» було витрачено багато часу та грошей. Останній фактор зіграв особливо негативну роль, адже кілька разів проєкт зупиняли, аж доки його не починав фінансувати хтось інший. Наприклад, перші пів години свого горору Микола Рашеєв зняв на гроші московської компанії «Нерв». Потім фінансування зупинилося, аж доки на поміч режисеру не прийшла компанія ТПО «Хета». Між іншим варто зазначити, що такі ситуації в 90-х були звичним ділом. Тоді прогресувало так зване «кооперативне кіно», коли проєкти фінансувалися відразу кількома студіями чи компаніями.

## Доля фільму
З закінченням виробничого пекла, через яке пройшов «Оберіг», ніхто так і не захотів випускати фільм у широкий прокат. Ні продюсери, ні кінотеатри не були зацікавлені у показі стрічки. Тож, дітище Миколи Рашеєва показали в кількох українських кіноклубах та на телеканалі УТ-1 у нічний час. Як наслідок, один з найнезвичайніших та оригінальних кінофільмів України 90-х залишився без свого глядача.
Через 30 років потому ситуація трохи змінилася й про фільм почали говорити. 7 липня 2021 року Микола Рашеєв на 6-му поверсі Національного центру Олександра Довженка особисто провів показ фільму «Оберіг». Того ж року 10 жовтня фільм був показаний в кіноклубі «Oldschool», а через рік, після смерті Миколи Рашеєва, 8 липня 2022 року український кінотеатр Kino42 спільно з «Довженко-Центром» показав фільм у межах кіноциклу рідкісного українського кіно «Дивне, химерне, фантастичне». А вже 16 вересня 2022 року «Оберіг» показали й на 2-му Міжнародному кінофестивалі короткого метра 4:3 в Івано-Франківську та 5 жовтня 2022 року на фестивалі «Worm» у Роттердамі.
Нині одну з копій фільму зберігає київський Національний центр Олександра Довженка.

## Творча група
- Автори сценарію: Георгій Ніколаєв, Микола Рашеєв
- Режисер-постановник: Микола Рашеєв
- Оператор-постановник: Фелікс Гілевич
- Композитор: Шандор Каллош
- Художники: Роман Адамович, Емма Беглярова, А. Даниленко
- Драматург: Іван Беднарж
- Режисер: Г. Горпинченко
- Оператори: Аркадій Першин, Т. Кривошеєнко, Іржі Румлер (комбіновані зйомки)
- Звукооператор: Богдан Міхневич
- Режисер монтажу: Олена Лукашенко
- Редактор: Юрій Морозов
- Художники по гриму: Галина Тишлек, О. Гілєва
- Державний симфонічний оркестр УРСР, диригент — Ігор Блажков
- Запис музики: Юрій Щелковський
- Продюсер: Валерій Дзнеладзе
- Директор картини: В. Петльований